# Oceanografía
La oceanografía es un campo de la ciencia que estudia los mares, océanos y todo lo que se relaciona con ellos, es decir, la estructura, composición y dinámica de dichos cuerpos de agua, incluyendo desde los procesos físicos, como las corrientes y las mareas, hasta los geológicos, como la sedimentación o la expansión del fondo oceánico, o los biológicos. La misma ciencia recibe en español también los nombres de ciencias del mar, oceanología y ciencias marinas. 
La oceanografía se divide en muchas ramas, en relación con sus contenidos específicos, tales como: oceanografía física, oceanografía química, oceanografía geológica, u oceanografía biológica.
La oceanografía como campo de la ciencia, es heredera de los servicios hidrográficos responsables de la elaboración de cartas náuticas, creadas en diversos países en el siglo XVIII para recopilar y sistematizar las diferentes cartas elaboradas por los capitanes de los navíos desde la época de los descubrimientos; por ejemplo en España, la Dirección de Hidrografía creada en 1797; en Francia en 1720 o en el Reino Unido en 1795.

## Origen del nombre
La palabra oceanografía (del griego ωκεανός, "océano" y γραφειν, "describir" o "representar gráficamente") fue acuñada por primera vez en el año 1584, del francés océanosophie, pero tuvo una vida corta. En el año 1880 retorna al alemán como Oceanographie. En esa misma época surgen correlativamente en otras lenguas oceanography, en inglés; oceanografía, en español. En la lengua portuguesa, la palabra oceanografía aparece al final del siglo XIX.
La formación de la palabra es basada en el vocablo geografía y responde al origen científico del cual proviene la disciplina. Sobre el modelo de la palabra geología se encuentra oceanología, registrada por primera vez en la lengua inglesa —oceanology— en 1864. Aunque algunos la definen más completa por oceanología, la forma que ha ganado más popularidad es oceanografía.

## Antecedentes de la Oceanografía como ciencia

### Historia temprana
El estudio del comportamiento de los mares, se remonta a las primeras aventuras del ser humano, más allá de la costa. A los fines de navegación, era importante conocer la dirección de los vientos predominantes y las corrientes, que facilitasen y acortasen la duración de los viajes; así como, la profundidad de las aguas cerca de costa o lugares de fondeo, por razones de seguridad. 
Es casi seguro que fenómenos como las mareas fueron tempranamente observados, anotados e incluso pronosticados; aun cuando no tengamos registros escritos de ello. Aristóteles y Estrabón fueron los primeros en escribir sobre esto, en el mundo occidental. El primer registro de la relación entre las mareas y las fases de la luna, se atribuye a Piteas, en el siglo IV a. C.; este mismo filósofo, también realizó una expedición de investigación al mar Báltico y el círculo polar ártico.
Toda esta información era trasmitida por vía oral a los aprendices y guardada en secreto por razones de seguridad y comercio; es posible que parte de esta información se trasmitiese también mediante medios como las varillas de mareas que usaban las naciones polinesias para atravesar el océano Pacífico.  
Las nociones básicas de la vida en el mar, provendría del conocimiento de la ubicación de los placeres o caladeros de pesca, moluscos, crustáceos, algas y mamíferos marinos, de valor alimenticio. Aristóteles diferenció entre peces, mamíferos, moluscos, crustáceos, reptiles y anélidos marinos; formuló que los mamíferos no eran verdaderos peces porque respiraban aire. Existe un posible mito que Alejandro Magno, alumno de Aristóteles, se sumergió en un barril con una manguera, para observar el fondo del mar.
Un conocimiento básico de la composición química del mar, permitiría el uso de la sal común y la creación de las primeras salinas. 
En los diversos mapas de las civilizaciones antiguas y de la Edad Media ya se observa un conocimiento básico de la meteorología marina. 
A principios del siglo XV, se cree que en Sagrés, Portugal, se estableció la primera escuela de navegación; en donde indiscutiblemente se enseñaban además de la lectura y confección de cartas náuticas; conceptos que hoy asociamos con la oceanografía, tales como, la medición de corrientes, profundidades, caracterización de los fondos en aguas costeras, observación y registro de mareas, corrientes de mareas. Para ello, el Infante Enrique, El Navegante; había reunido a los más ilustres cartógrafos y expertos en temas del mar y la navegación. La llamada Era de los Descubrimientos, significaría un formidable avance al estudio y conocimiento de los océanos; plasmados en derroteros, portulanos y cartas de navegación. 
El trabajo de Pedro Nunes (1502-1578) es recordado en el contexto de la navegación por la determinación de la curva loxodrómica: el curso más corto entre dos puntos de la superficie de una esfera representada en un mapa bidimensional. Cuando publicó su "Tratado de la esfera" (1537), en su mayor parte una traducción comentada de trabajos anteriores de otros, incluyó un tratado sobre métodos geométricos y astronómicos de navegación. En él afirma claramente que las navegaciones portuguesas no eran una empresa aventurera:
"nam se fezeram indo a acertar: mas partiam os nossos mareantes muy ensinados e prouidos de estromentos e regras de astrologia e geometria que sam as cousas que os cosmographos ham dadar apercebidas (... ) e leuaua cartas muy particularmente rumadas e na ja as de que os antigos vsauam"' (no se hicieron por casualidad: sino que nuestros marinos partieron bien enseñados y provistos de instrumentos y reglas de astrología (astronomía) y geometría que eran materias que los cosmógrafos les proporcionaban (...) y tomaron cartas con rutas exactas y no ya las que usaban los antiguos).
Su credibilidad se basa en haber participado personalmente en la instrucción de pilotos y marinos superiores a partir de 1527 por nombramiento real, junto con su reconocida competencia como matemático y astrónomo.
El principal problema para navegar de vuelta desde el sur de las Islas Canarias (o al sur de Bojador) sólo a vela, se debe al cambio de régimen de vientos y corrientes: el giro del Atlántico Norte y la contracorriente ecuatorial empujarán hacia el sur a lo largo de la protuberancia noroeste de África, mientras que los vientos inciertos donde los alisios del noreste se encuentran con los del sureste (los doldrums) dejan a un velero a merced de las corrientes. Juntos, la corriente predominante y el viento hacen que el avance hacia el norte sea muy difícil o imposible. Fue para superar este problema y despejar el paso a la India alrededor de África como ruta comercial marítima viable, que los portugueses idearon un plan sistemático de exploración. La ruta de regreso desde las regiones al sur de las Canarias se convirtió en la 'volta do largo o 'volta do mar'. El "redescubrimiento" de las Islas Azores en 1427 no es más que un reflejo de la mayor importancia estratégica de las islas, ahora asentadas en la ruta de retorno desde la costa occidental de África (secuencialmente llamada 'volta de Guiné' y 'volta da Mina'); y las referencias al Mar de los Sargazos (también llamado en la época 'Mar da Baga'), al oeste de las Azores, en 1436, revelan la extensión occidental de la ruta de retorno. Esto es necesario, a vela, para aprovechar los vientos del sureste y noreste alejándose de la costa occidental de África, hasta las latitudes septentrionales donde los vientos del oeste llevarán a los navegantes hacia las costas occidentales de Europa.
El secretismo que envolvía las navegaciones portuguesas, con pena de muerte por la filtración de mapas y rutas, concentró todos los registros sensibles en el Archivo Real, completamente destruido por el terremoto de Lisboa de 1775. Sin embargo, el carácter sistemático de la campaña portuguesa, cartografiando las corrientes y los vientos del Atlántico, queda demostrado por el conocimiento de las variaciones estacionales, con expediciones que zarpan en distintas épocas del año tomando rutas diferentes para tener en cuenta los vientos predominantes estacionales. Esto ocurre ya desde finales del siglo XV y principios del XVI: Bartolomeu Dias siguió la costa africana en su camino hacia el sur en agosto de 1487, mientras que Vasco da Gama tomaría una ruta en mar abierto desde la latitud de Sierra Leona, pasando 3 meses en mar abierto en el Atlántico Sur para aprovechar la desviación hacia el sur del suroeste en el lado brasileño (y la corriente brasileña que iba hacia el sur) - Gama partió en julio de 1497); y Pedro Alvares Cabral, partiendo en marzo de 1500) tomaron un arco aún mayor hacia el oeste, desde la latitud de Cabo Verde, evitando así el monzón de verano (que habría bloqueado la ruta tomada por Gama en el momento de zarpar). Además, hubo expediciones sistemáticas que empujaron hacia el Atlántico Norte occidental (Teive, 1454; Vogado, 1462; Teles, 1474; Ulmo, 1486). Los documentos relativos al aprovisionamiento de navíos, y el pedido de tablas de declinación solar para el Atlántico sur para fechas tan tempranas como 1493-1496, todos sugieren una actividad bien planeada y sistemática sucediendo durante el período de una década entre Bartolomeu Dias encontrar el extremo sur de África, y la partida de Gama; además, hay indicios de otros viajes de Bartolomeu Dias en la zona. La consecuencia más significativa de este conocimiento sistemático fue la negociación del Tratado de Tordesillas en 1494, que desplazó la línea de demarcación 270 leguas hacia el oeste (de 100 a 370 leguas al oeste de las Azores), incorporando lo que hoy es Brasil al área de dominación portuguesa. Los conocimientos adquiridos en la exploración en mar abierto permitieron los bien documentados largos períodos de navegación sin avistar tierra, no por accidente, sino como ruta planificada de antemano; por ejemplo, los 30 días de Bartolomeu Dias que culminaron en Mossel Bay, los 3 meses que pasó Gama en el Atlántico Sur para utilizar la corriente de Brasil (hacia el sur), o los 29 días que tardó Cabral desde Cabo Verde hasta desembarcar en Monte Pascoal, Brasil.
La Expedición danesa a Arabia 1761-67 puede decirse que fue la primera expedición oceanográfica del mundo, ya que el barco Grønland llevaba a bordo un grupo de científicos, entre ellos el naturalista Peter Forsskål, a quien el rey, Frederik V, asignó la tarea explícita de estudiar y describir la vida marina en mar abierto, incluyendo la búsqueda de la causa del mareel, o mares lechosos. Para ello, la expedición se equipó con redes y rascadores, específicamente diseñados para recoger muestras de las aguas abiertas y del fondo a gran profundidad.
Aunque Juan Ponce de León en 1513 identificó por primera vez la Corriente del Golfo, y la corriente era bien conocida por los navegantes, Benjamin Franklin realizó el primer estudio científico de la misma y le dio su nombre. Franklin midió la temperatura del agua durante varias travesías del Atlántico y explicó correctamente la causa de la corriente del Golfo. Franklin y Timothy Folger imprimieron el primer mapa de la Corriente del Golfo en 1769-1770.

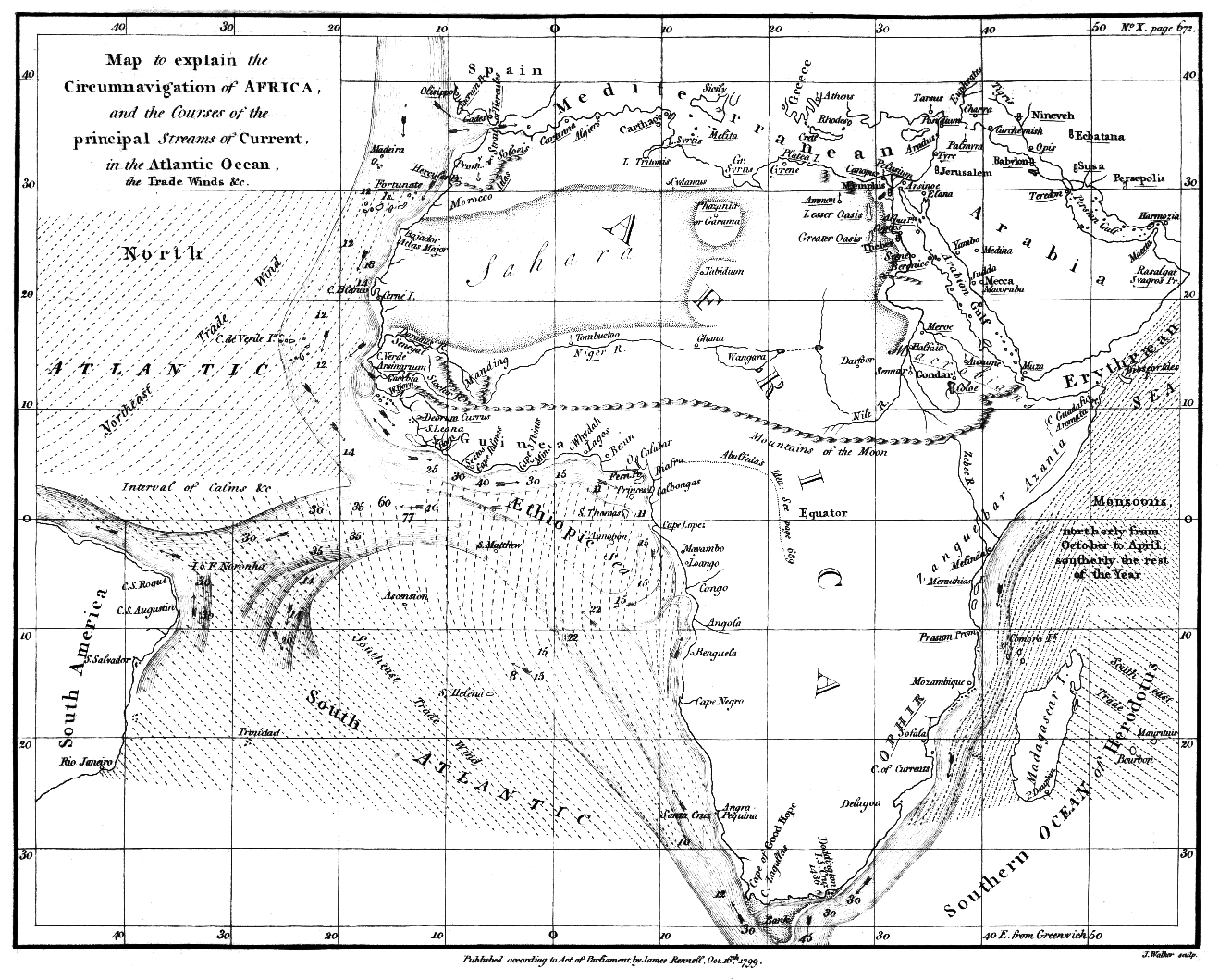
Mapa de 1799 de las corrientes en el Atlántico y Océano Índicos, por James Rennell

La información sobre las corrientes del Océano Pacífico fue recopilada por exploradores de finales del siglo XVIII, entre ellos James Cook y Louis Antoine de Bougainville. James Rennell escribió los primeros libros de texto científicos sobre oceanografía, detallando los flujos de corrientes de los océanos Atlántico e Indio. Durante un viaje alrededor del cabo de Buena Esperanza en 1777, cartografió "la bancos y corrientes en las Lagullas". También fue el primero en comprender la naturaleza de la corriente intermitente cerca de las Islas Scilly, (ahora conocida como corriente de Rennell).
Sir James Clark Ross realizó el primer sondeo moderno en aguas profundas en 1840, y Charles Darwin publicó un artículo sobre arrecifes y la formación de atoloness como resultado del segundo viaje del HMS Beagle en 1831-1836. Robert FitzRoy publicó un informe en cuatro volúmenes de los tres viajes del Beagle. En 1841-1842 Edward Forbes emprendió un dragado en el Mar Egeo que sentó las bases de la ecología marina.
Primer superintendente del Observatorio Naval de Estados Unidos (1842-1861), Matthew Fontaine Maury se dedicó al estudio de la meteorología marina, la navegación y la cartografía de los vientos y corrientes dominantes. Su libro de texto de 1855 Geografía física del mar fue uno de los primeros estudios completos de oceanografía. Muchas naciones enviaron observaciones oceanográficas a Maury al Observatorio Naval, donde él y sus colegas evaluaron la información y distribuyeron los resultados por todo el mundo.
El siglo XVIII, en la Era de la Ilustración sería clave para la consolidación de estos conocimientos; mediante la creación de organizaciones hidrográficas en las diversas Armadas que, entre otras actividades, patrocinaron expediciones científicas como la del almirante español Malespina; el almirante James Cook; el francés La Perouse, la del buque británico Beagle, con Charles Darwin a bordo, entre otras.
Se considera que la expedición del HMS Challenger, modificado sustancialmente para ser el primer buque de investigación oceanográfica y la posterior publicación de sus resultados mediante 50 volúmenes marcan el inicio formal de la oceanografía como disciplina científica empírica independiente, dentro de las ciencias naturales.

### Oceanografía moderna
El conocimiento de los océanos se limitaba a las pocas brazas superiores del agua y a una pequeña parte del fondo, principalmente en zonas poco profundas. No se sabía casi nada de las profundidades oceánicas. Los esfuerzos de la Royal Navy británica por cartografiar todas las costas del mundo a mediados del siglo XIX reforzaron la vaga idea de que la mayor parte del océano era muy profunda, aunque poco más se sabía. A medida que la exploración despertaba el interés popular y científico por las regiones polares y África, también lo hacían los misterios de los océanos inexplorados.

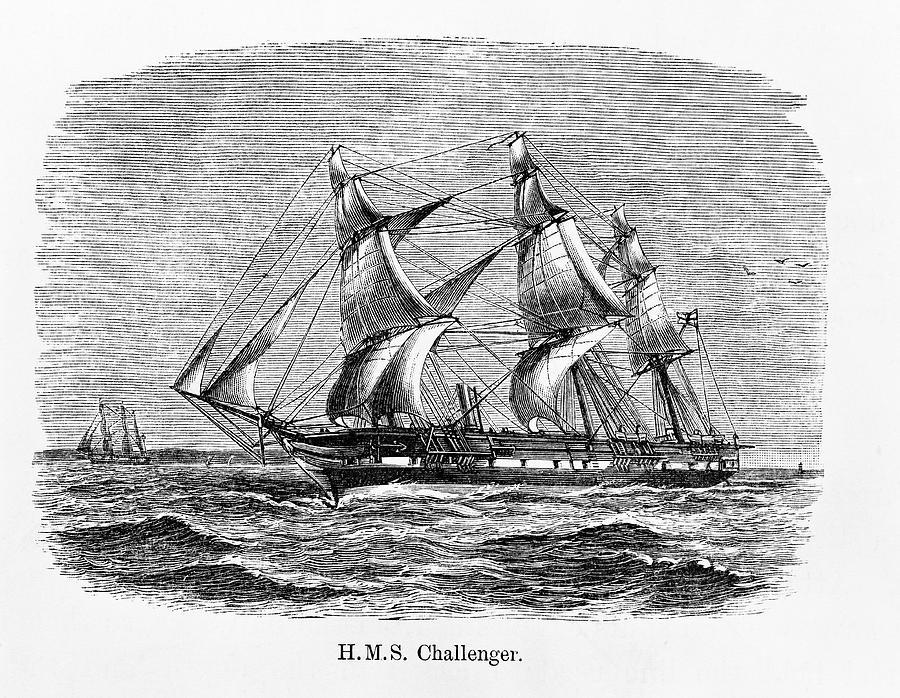
emprendió la primera expedición mundial de investigación marina en 1872.

El acontecimiento seminal en la fundación de la ciencia moderna de la oceanografía fue la expedición Challenger de 1872-1876. Como primer verdadero crucero oceanográfico, esta expedición sentó las bases de toda una disciplina académica y de investigación. En respuesta a una recomendación de la Royal Society, el Gobierno británico anunció en 1871 una expedición para explorar los océanos del mundo y realizar las investigaciones científicas pertinentes. Charles Wyville Thomson y Sir John Murray lanzaron la expedición Challenger. Challenger, arrendado a la Royal Navy, fue modificado para el trabajo científico y equipado con laboratorios separados para historia natural y química. Bajo la supervisión científica de Thomson, el Challenger recorrió casi 70 000 millas náuticas (129 639,7 km) inspeccionando y explorando. En su viaje de circunnavegación del planeta, se realizaron 492 sondeos de aguas profundas, 133 dragas de fondo, 151 redes de arrastre en aguas abiertas y 263 observaciones en serie de la temperatura del agua. Se descubrieron alrededor de 4.700 nuevas especies de vida marina. El resultado fue el Informe de los resultados científicos del viaje exploratorio del H.M.S. Challenger durante los años 1873-76. Murray, que supervisó la publicación, describió el informe como "el mayor avance en el conocimiento de nuestro planeta desde los célebres descubrimientos de los siglos XV y XVI". Posteriormente, fundó la disciplina académica de la oceanografía en la Universidad de Edimburgo, que siguió siendo el centro de investigación oceanográfica hasta bien entrado el siglo XX. Murray fue el primero en estudiar las fosas marinas y, en particular, la Dorsal Mesoatlántica, y en cartografiar los depósitos sedimentarios de los océanos. Intentó cartografiar las corrientes oceánicas del mundo basándose en observaciones de salinidad y temperatura, y fue el primero en comprender correctamente la naturaleza del desarrollo de los arrecifes de coral.
A finales del siglo XIX, otras naciones de la Occidente también enviaron expediciones científicas (al igual que particulares e instituciones). En 1882 se construyó el primer buque oceanográfico, el Albatros. En 1893, Fridtjof Nansen permitió que su barco, el Fram, quedara congelado en el hielo ártico. Esto le permitió obtener datos oceanográficos, meteorológicos y astronómicos en un punto estacionario durante un largo periodo.

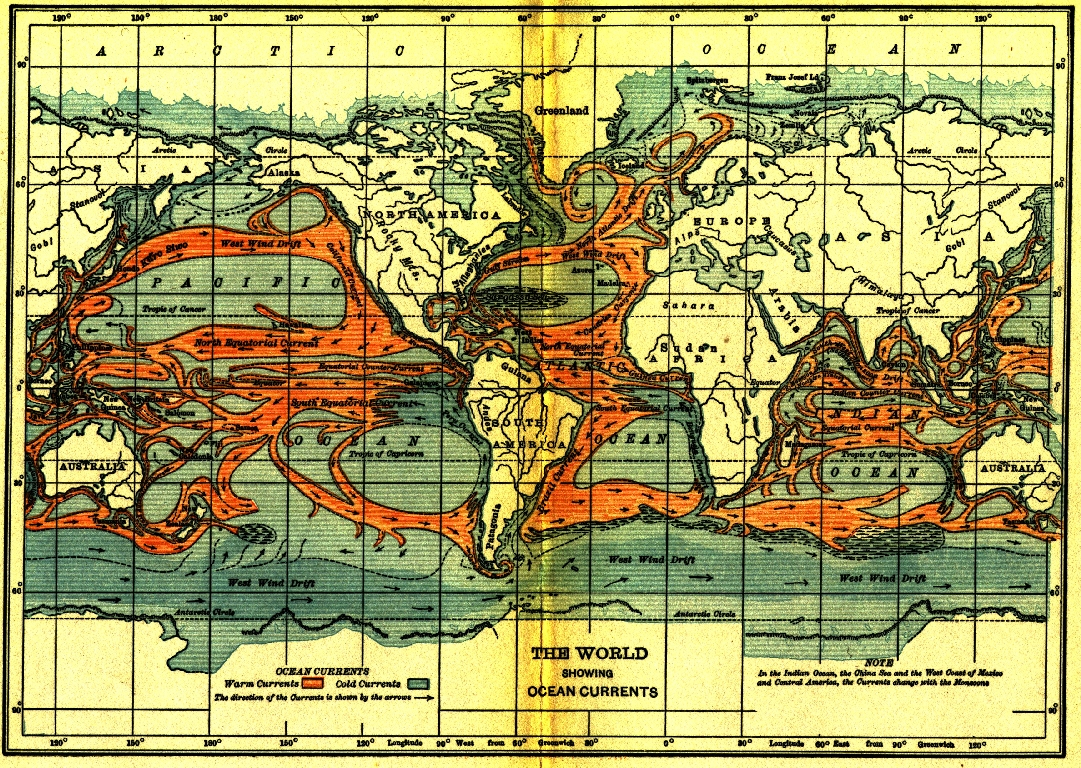
Corrientes oceánicas (1911).

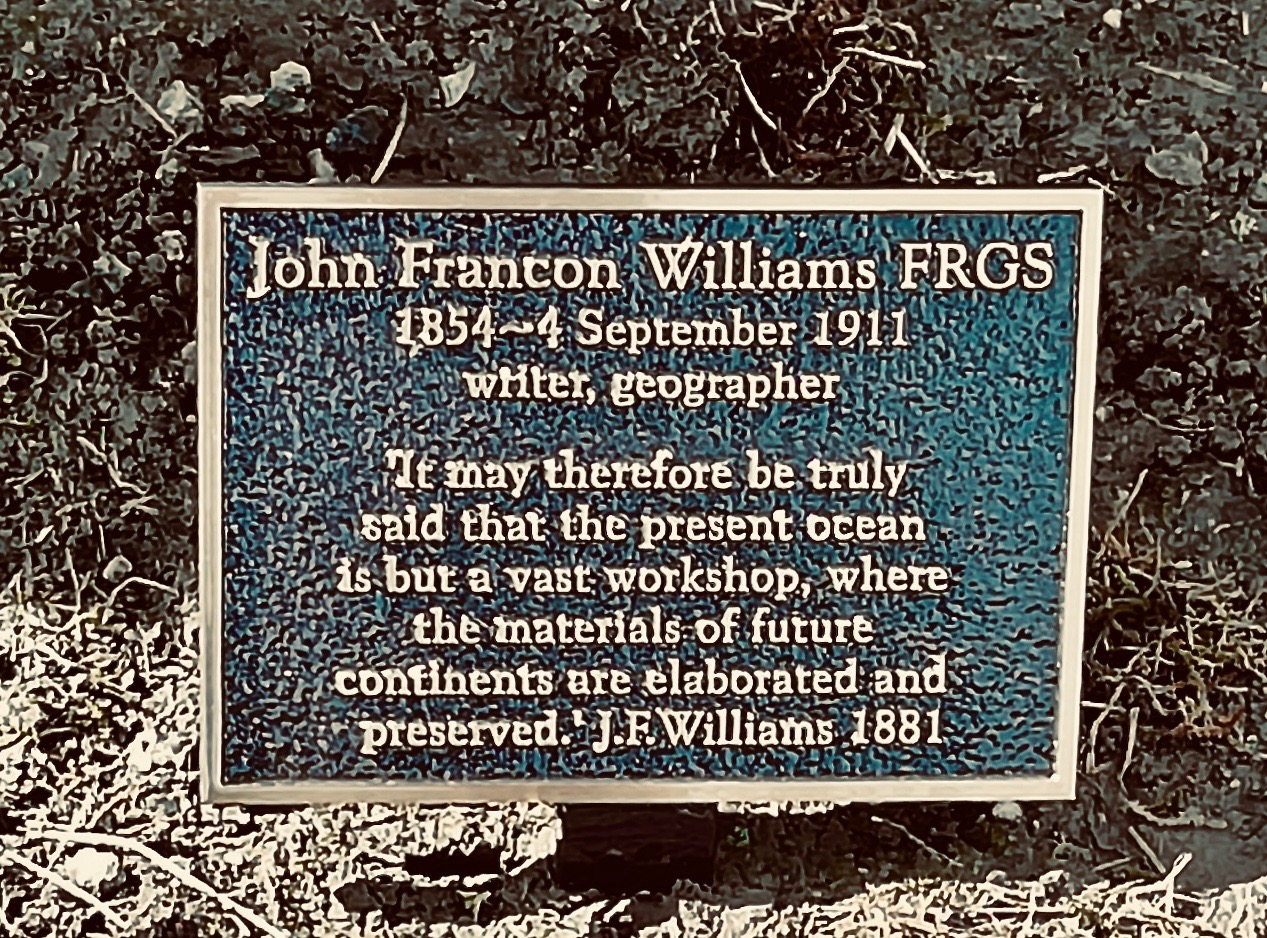
El escritor y geógrafo John Francon Williams FRGS placa conmemorativa, en elClackmannan Cemetery, 2019

En 1881 el geógrafo John Francon Williams publicó un libro fundamental, Geografía de los océanos. Entre 1907 y 1911 Otto Krümmel publicó el Handbuch der Ozeanographie, que llegó a ser influyente en el despertar del interés público por la oceanografía. La expedición de cuatro meses al Atlántico Norte en 1910 encabezada por John Murray y Johan Hjort fue el proyecto de investigación oceanográfica y zoológica marina más ambicioso jamás montado hasta entonces, y dio lugar al clásico libro de 1912 Las profundidades del océano.
La primera medición acústica de la profundidad del mar se realizó en 1914. Entre 1925 y 1927, la expedición Meteor realizó 70.000 mediciones de la profundidad del océano con una ecosonda, inspeccionando la Dorsal Mesoatlántica.
En 1934, Easter Ellen Cupp, la primera mujer que obtuvo un doctorado (en Scripps) en Estados Unidos, completó un importante trabajo sobre diatomeas que siguió siendo la taxonomía estándar en el campo hasta mucho después de su muerte en 1999. En 1940, Cupp fue despedida de su puesto en Scripps. Sverdrup elogió específicamente a Cupp como una trabajadora concienzuda y laboriosa y comentó que su decisión no era un reflejo de su capacidad como científica. Sverdrup utilizó el puesto de instructor que Cupp había dejado vacante para contratar a Marston Sargent, un biólogo que estudiaba las algas marinas, que no era un nuevo programa de investigación en Scripps. Las presiones financieras no impidieron a Sverdrup contratar los servicios de otros dos jóvenes estudiantes de postdoctorado, Walter Munk y Roger Revelle. La compañera de Cupp, Dorothy Rosenbury, le encontró un puesto como profesora de secundaria, donde permaneció el resto de su carrera. (Russell, 2000)
Sverdrup, Johnson y Fleming publicaron Los océanos en 1942, que fue un hito importante. En 1962 se publicó The Sea (en tres volúmenes, que abarcaban la oceanografía física, el agua de mar y la geología), editado por M.N. Hill, mientras que en 1966 se publicó la Encyclopedia of Oceanography de Rhodes Fairbridge.
En 1953, Maurice Ewing y Bruce Heezen descubrieron el Gran Rift Global, que discurre a lo largo de la Dorsal Mesoatlántica, y Heezen y Marie Tharp lo cartografiaron utilizando datos batimétricos; en 1954, el Instituto Ártico de la URSS descubrió una cadena montañosa bajo el océano Ártico. La teoría de la extensión del fondo marino fue desarrollada en 1960 por Harry Hammond Hess. En 1966 se inicia el Programa de Perforación Oceánica. Los respiraderos de aguas profundas fueron descubiertos en 1977 por Jack Corliss y Robert Ballard en el sumergible DSV Alvin.
En la década de 1950, Auguste Piccard inventó el batiscafo y utilizó el batiscafo Trieste para investigar las profundidades del océano. El submarino nuclear de Estados Unidos Nautilus realizó el primer viaje bajo el hielo hasta el Polo Norte en 1958. En 1962 se desplegó por primera vez la FLIP (Floating Instrument Platform), una 355 pies (108 m) boya de chispa.
En 1968, Tanya Atwater dirigió la primera expedición oceanográfica exclusivamente femenina. Hasta entonces, las políticas de género restringían en gran medida la participación de las mujeres oceanógrafas en los viajes.
Desde la década de 1970, se ha hecho mucho hincapié en la aplicación de ordenadores a gran escala a la oceanografía para permitir predicciones numéricas de las condiciones oceánicas y como parte de la predicción global del cambio medioambiental. Las primeras técnicas incluían ordenadores analógicos (como el Ishiguro Storm Surge Computer), sustituidos en general por métodos numéricos (por ejemplo, SLOSH). Se estableció un conjunto de boyas oceanográficas en el Pacífico para permitir la predicción de los fenómenos de El Niño.
En 1990 se vio el inicio del Experimento Mundial sobre la Circulación Oceánica (WOCE), que continuó hasta 2002. Los datos cartográficos del fondo marino del Geosat empezaron a estar disponibles en 1995.
El estudio de los océanos es fundamental para comprender los cambios en el equilibrio térmico de la Tierra, así como los cambios globales y regionales relacionados con el clima, la biosfera y la biogeoquímica. La atmósfera y el océano están vinculados por la evaporación y la precipitación, así como por el flujo de calor (y la insolación solar). Estudios recientes han hecho avanzar los conocimientos sobre Acidificación del océano, contenido de calor de los océanos, corrientes oceánicas, subida del nivel del mar, ciclo oceánico del carbono, ciclo del agua, disminución del hielo marino ártico, blanqueo del coral, ola de calor marina, condiciones meteorológicas extremas, erosión costera y muchos otros fenómenos relacionados con el cambio climático y la retroalimentación del cambio climático.
¡En general, la comprensión del océano mundial a través de un mayor estudio científico permite una mejor administración y utilización sostenible de los recursos de la Tierra. La Comisión Oceanográfica Intergubernamental informa de que el 1,7% del gasto nacional total en investigación de sus miembros se centra en las ciencias oceánicas.

## Ramas de la oceanografía
Existen cuatro ramas principales de la oceanografía: oceanografía biológica, oceanografía física, oceanografía geológica y oceanografía química.

### Oceanografía biológica
La Oceanografía biológica, que no es lo mismo que la biología marina, estudia todos los organismos marinos y su relación con el medio ambiente.
- Oceanografía pelágica: Estudia los procesos biológicos del piélagos, las aguas abiertas del océano, lejos de la costa y fuera de la plataforma continental.
- Oceanografía nerítica: Estudia los procesos biológicos del mar cercano a la costa que se encuentra cubriendo a la plataforma continental.
- Oceanografía bentónica: Estudia los procesos biológicos que ocurren sobre la superficie del fondo marino.
- Oceanografía demersal: Estudia los procesos biológicos que ocurren sobre el fondo marino. Término usado especialmente en pesquerías.

### Oceanografía física
Estudia los procesos físicos que ocurren en el mar, tales como la mezcla (difusión molecular y turbulenta de las propiedades del agua de mar), las corrientes, las mareas y el oleaje; así como, las interacciones que ocurren en las zonas fronterizas con las masas continentales, la atmósfera y los fondos marinos. Además de ello se considera dentro de este campo el proceso de elaboración de cartas náuticas, por utilizar técnicas "sui generis" diferentes de la cartografía.
- Oceanografía descriptiva: Describe la distribución y características de las masas de agua en los océanos. Constituye la contraparte marina de la hidrografía continental. Incluye el proceso de elaboración de cartas náuticas por los servicios hidrográficos de cada nación.
- Oceanografía dinámica: Estudia el movimiento del agua de los océanos, sus causas y los efectos en la frontera con las masas terrestres en costas y fondos marinos.
- Oceanografía meteorológica: Es la rama de la oceanografía física que estudia a las interacciones entre la atmósfera y los océanos.

### Oceanografía geológica
Estudia los procesos geológicos que afectan a los océanos.
- Procesos costeros: Estudia la geomorfología y dinámica de los cuerpos costeros como deltas, estuarios, esteros, playas y lagunas costeras.
- Sedimentología marina: Estudia el transporte y depósito de sedimentos, principalmente la erosión y acreción de las playas y cuerpos costeros.

### Oceanografía química
Estudia la composición química del agua de mar y de los organismos. De los componentes disueltos y particulados, de sus interacciones y efectos en la hidrósfera, biósfera y atmósfera. 
La oceanografía química se puede dividir en áreas de estudio específicas. Por ejemplo, la química marina se ocupa de la composición del agua de mar. La geoquímica marina también se ocupa de la química de las rocas precipitadas y los sedimentos que se encuentran en el fondo del océano. Además, la biogeoquímica marina se ocupa del papel de los organismos (en particular los microorganismos) en la alteración o formación de características geológicas en los océanos.

### Oceanógrafos
- Jacques-Yves Cousteau
- Roald Amundsen
- Carl-Gustaf Arvid Rossby
- Odón de Buen
- Alejandro de Humboldt
- Ramón Margalef
- Fridtjof Nansen
- Damian Nance

### Disciplinas relacionadas
- Biogeografía
- Biogeoquímica
- Hidrografía
- Hidrología
- Geografía litoral
- Climatología
- Limnología
- Meteorología
- Geografía física
- Glaciología